# Abatocera
Abatocera là một chi bọ cánh cứng thuộc họ Xén tóc, gồm có các loài sau:
Phân chi Abatocera
- Abatocera arnaudi Rigout, 1987
- Abatocera irregularis Vollenhoven, 1871
- Abatocera leonina (Thomson, 1865)

Phân chi Sternobatocera
- Abatocera keyensis Breuning, 1943
- Abatocera subirregularis Breuning, 1954